# Le Haut du panier
Pour les articles homonymes, voir Hustle.
Pour plus de détails, voir Fiche technique et Distribution.
Le Haut du panier (Hustle) est un film américain réalisé par Jeremiah Zagar et sorti en 2022 en exclusivité sur Netflix.

## Synopsis
Recruteur de basket-ball travaillant pour les 76ers de Philadelphie, Stanley Sugerman (Adam Sandler) est promu entraîneur assistant par le propriétaire de la franchise, Rex Merrick (Robert Duvall). À la mort de ce dernier, son fils Vince (Ben Foster) prend le contrôle du club. Il renvoie Sugerman à l’étranger en tant que recruteur et le missionne de trouver le joueur permettant aux Sixers de gagner un championnat NBA. En cas de réussite, Vince Merrick promet à Sugerman de lui redonner son poste d'entraîneur aux côtés de Doc Rivers, l’entraîneur principal de l'équipe.
En Espagne, sur un playground, un terrain de basket-ball de rue, le recruteur aperçoit un joueur talentueux qui gagne de l'argent en remportant des duels face à des joueurs du quartier. Il suit le joueur, Bo Cruz (Juan Hernangómez), jusqu’à son domicile pour lui proposer de faire un essai face à des joueurs professionnels. Convaincu par sa trouvaille malgré un premier essai peu concluant, le recruteur amène le joueur aux États-Unis contre l’avis de Merrick pour le faire entrer dans le processus de recrutement en vue d'une sélection à la draft de la NBA. Dans sa quête, Sugerman est aidé par son ancien coéquipier universitaire Leon (Kenny Smith) et soutenu par sa femme Teresa (Queen Latifah).
Bo Cruz, jeune père de famille de 22 ans, attiré par le rêve américain, suit Sugerman. Sous les ordres de ce dernier, Cruz s'entraîne pendant plusieurs semaines à Philadelphie en prévision de la draft. Sur son parcours, il rencontre plusieurs vedettes du basket-ball mondial et noue une rivalité avec Kermit Wilts (Anthony Edwards) dans les matchs d'entraînements.

## Fiche technique
Sauf indication contraire, les informations mentionnées dans cette section peuvent être confirmées par la base de données cinématographiques IMDb,  présente dans la section « Liens externes ».
- Titre original : Hustle
- Titre français : Le Haut du panier
- Réalisation : Jeremiah Zagar
- Scénario : Taylor Materne et Will Fetters
- Musique : Dan Deacon
- Décors : Perry Andelin Blake
- Costumes : Johnetta Boone
- Photographie : Zak Mulligan
- Montage : Tom Costain et Brian M. Robinson
- Production : Maverick Carter, LeBron James, Jeff Kirschenbaum, Joe Roth et Zack Roth

Producteurs délégués : Spencer Beighley, Barry Bernardi, Jamal Henderson, Adam Sandler et Jon Silk
- Sociétés de production : Happy Madison Productions, Kirschenbaum Productions, Roth/Kirschenbaum Films et SpringHill Entertainment
- Société de distribution : Netflix
- Budget : n/a
- Pays de production :  États-Unis
- Langue originale : anglais
- Format : couleur
- Genre : drame sportif
- Dates de sortie[1] :
  - Monde : 8 juin 2022

## Distribution
- Adam Sandler (VF : Serge Faliu) : Stanley Sugerman
- Queen Latifah (VF : Maïk Darah) : Teresa Sugerman
- Juan Hernangómez (VF : Emmanuel Garijo) : Bo Cruz
- Ben Foster (VF : Alexandre Gillet) : Vince Merrick
- Robert Duvall (VF : Mathieu Rivolier) : Rex Merrick
- Heidi Gardner (VF : Alexias Lunel) : Kat Merrick
- Anthony Edwards (VF : Baptiste Marc) : Kermit Wilts
- Jordan Hull   (VF : Mélissa Berard) : Alex Sugerman
- María Botto (VF : Ethel Houbiers) : Paola Cruz
- Ainhoa Pillet : Lucia Cruz
- Kenny Smith (VF : Cyprien Fiassé) : Leon Rich
- Jaleel White (VF : Jérémy Narcissot) : Blake, le vice-président des 76ers
- Raúl Castillo : Oscar Morales
- Moe Wagner : Haas
- Boban Marjanović : Dimitri Jovanovic, le grand Serbe
- Michael Foster Jr. : Zeke Washington
- Dans leur propre rôle : Julius Erving, Matisse Thybulle, Tobias Harris, Kyle Lowry, Tyrese Maxey, Seth Curry, Doc Rivers, Dirk Nowitzki, Brad Stevens, Jordan Clarkson, Trae Young, Aaron Gordon, Mark Jackson, Allen Iverson, Luka Dončić, Tim Young, Fat Joe, Leandro Barbosa, Mark Cuban, Emeka Okafor, Bill Duffy, Maurice Cheeks, Aaron McKie,  Khris Middleton, Beanie Sigel, Tierra Whack, Freeway, Charles Barkley, Shaquille O'Neal, Sergio Scariolo, José Calderón, Willy Hernangómez, Felipe Reyes, Álex Abrines, Pierre Oriola, David Joerger

## Production et réalisation

### Génèse et développement
Écrit par Taylor Materne, le scénario est acquis par Legendary Pictures en 2018 avant d'être racheté par Netflix. La plateforme américaine, qui a un contrat d'exclusivité avec Adam Sandler, lui présente le projet, connaissant sa passion pour le basket-ball. L’acteur accepte un rôle majeur et de co-produire le film. Peaufiné par Will Fetters, le scénario est présenté à LeBron James qui accepte de produire le film par le biais de son entreprise Springhill. De nombreux acteurs du projet sont représentés par l'agence Endeavor : Sandler, Zagar, James et Springhill.
La participation de LeBron James dans la création du film permet de contacter plus facilement de nombreux joueurs NBA.

### Distribution
En mai 2020, Adam Sandler est annoncé dans le rôle principal d'un film réalisé par Jeremiah Zagar d'après un scénario écrit par Taylor Materne et Will Fetters. Il est précisé que le film sera distribué par Netflix. En septembre, Queen Latifah révèle sa participation au film. Le mois suivant, Robert Duvall, Ben Foster, Juan Hernangómez, Jordan Hull, María Botto, Ainhoa Pillet, Kenny Smith et Kyle Lowry rejoignent eux aussi la distribution,,.
Juan Hernangómez ne s'imagine pas acteur mais le joueur du Jazz de l’Utah tente sa chance aux auditions avec ses frères pour s'amuser après la suspension de la saison NBA 2019-2020 en raison de la pandémie de Covid-19.
Le tournage débute à Philadelphie en octobre 2020. Les prises de vues ont notamment lieu dans le lycée de Caln Township. Quelques scènes sont filmées à Camden dans le New Jersey,.

## Anecdote
Hustle est le premier film Netflix dans lequel il est possible de voir apparaître la Layup Revo, chaussure de la marque française de chaussures de basket-ball Layup.